# 43998 Nanyoshino
43998 Nanyoshino este un asteroid din centura principală de asteroizi.

## Descriere
43998 Nanyoshino este un asteroid din centura principală de asteroizi. A fost descoperit pe 28 august 1997 la Nanyo de Tomimaru Okuni. Asteroidul prezintă o orbită caracterizată de o semiaxă mare de 3,16 ua, o excentricitate de 0,20 și o înclinație de 16,4° în raport cu ecliptica.